# Канлы Джафер-ага
Канлы́ Джафе́р-ага́ (тур. Kanlı Cafer Ağa; ум. 1521, Стамбул) — османский адмирал.

## Биография
Дата и место рождения неизвестны. Попал в Стамбул по девширме; обучался в Эндеруне. Был назначен капудан-пашой в 1516 году султаном Селимом Явузом и был снят с должности султаном Сулейманом Кануни в 1520 году из-за жалоб на его жестокость. Год спустя Джафер-ага скончался в Стамбуле.

## Киновоплощения
- В сериале «Великолепный век» роль Джафера-аги исполнял Илкер Аксум.